# Vera Cruz (Aveiro)
Vera Cruz is een plaats (freguesia) in de Portugese gemeente Aveiro en telt 8 652 inwoners (2001).